# 31319 Vespucci
31319 Vespucci è un asteroide della fascia principale. Scoperto nel 1998, presenta un'orbita caratterizzata da un semiasse maggiore pari a 3,1844923 UA e da un'eccentricità di 0,0649770, inclinata di 16,48325° rispetto all'eclittica.
L'asteroide è dedicato al navigatore italiano Amerigo Vespucci. 